# Ga Namseonghyeon
Ga Namseonghyeon là ga đường sắt trên Tuyến Gyeongbu.